# 刈田村
刈田村（かりたむら）は、広島県高田郡にあった村。現在の安芸高田市の一部にあたる。

## 地理
- 河川：可愛川（江の川）[1]、簸ノ川[2]

## 歴史
- 1889年（明治22年）4月1日、町村制の施行により、高田郡勝田村、佐々井村、土師村が合併して村制施行し、刈田村が発足[2][3]。
- 1934年（昭和9年）刈田郵便局開設[4]。
- 1955年（昭和30年）3月31日、高田郡根野村と合併し、八千代村を新設して廃止された[2][3]。

### 地名の由来
『和名類聚抄』に記載の高宮郡六郷の苅田郷による。

## 産業
- 農業[4]